# Briefmarken-Jahrgang 1969 der Deutschen Bundespost Berlin

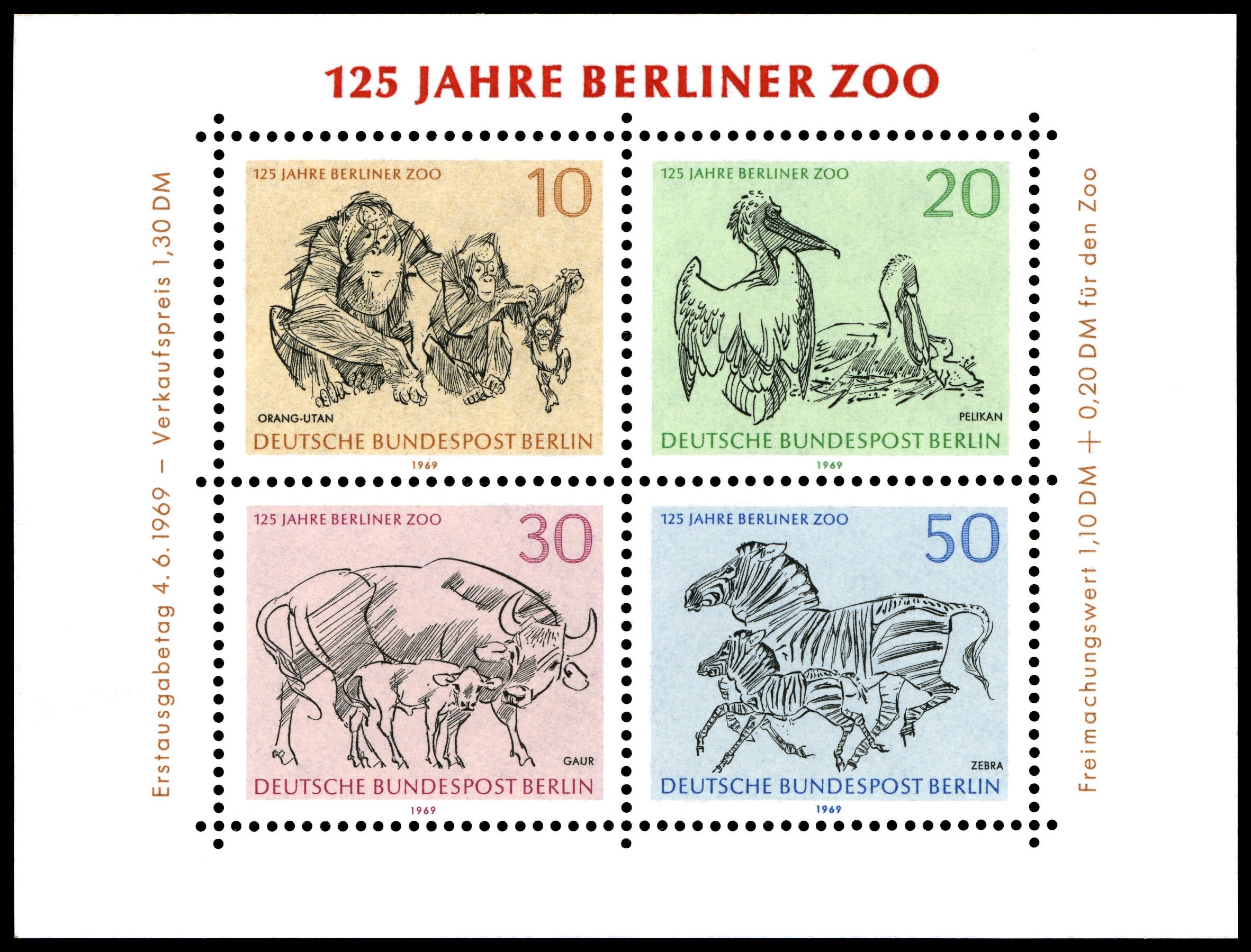
125 Jahre Berliner Zoo
(Michel Block 2)

Der Briefmarken-Jahrgang 1969 der Deutschen Bundespost Berlin umfasste 23 Sondermarken und einen Briefmarkenblock mit vier weiteren Sondermarken, es wurde eine Dauermarke ausgegeben.
Ab diesem Jahr, 1969, waren alle Briefmarken bis zum 31. Dezember 1991 frankaturgültig.
Der Nennwert der Marken betrug 17,05 DM; dazu kamen 1,15 DM als Zuschlag für wohltätige Zwecke und 1,30 DM für die Dauermarke.

## Liste der Ausgaben und Motive
Legende
- Bild: Eine bearbeitete Abbildung der genannten Marke. Das Verhältnis der Größe der Briefmarken zueinander ist in diesem Artikel annähernd maßstabsgerecht dargestellt. Sollten keine Marken abgebildet sein, liegt es daran, dass das Urheberrecht des Künstlers noch nicht erloschen ist.
- Beschreibung: Eine Kurzbeschreibung des Motivs und/oder des Ausgabegrundes. Bei ausgegebenen Serien oder Blocks werden die zusammengehörigen Beschreibungen mit einer Markierung versehen eingerückt.
- Wert: Der Frankaturwert der einzelnen Marke in Pfennig. Ein „+“ bedeutet, dass es sich um eine Zuschlagsmarke handelt (= Frankaturwert + Spende).
- Ausgabedatum: Das Datum des erstmaligen Verkaufs dieser Briefmarke.
- Gültig bis: Das Datum, an dem die Gültigkeit endete.
- Auflage: Soweit bekannt, wird hier die zum Verkauf angebotene Anzahl dieser Ausgabe angegeben.
- Entwurf: Soweit bekannt, wird hier angegeben, von wem der Entwurf dieser Marke stammt.
- Mi.-Nr.: Diese Briefmarke wird im Michel-Katalog unter der entsprechenden Nummer gelistet.

| Sondermarken | |                  |                       |                   |            |                    |             |
| Bild         | Beschreibung | Werte in Pfennig | Ausgabe- datum (1969) | gültig bis        | Auflage    | Entwurf            | Mi.-Nr.     |
|              | Für die Jugend 1969: Pferde - Pony Zuschlagmarke | 10+5             | 6. Februar            | 31. Dezember 1991 | 2.662.000  | Dieter von Andrian | 326         |
|              | - Kaltblut | 20+10            | 6. Februar            | 31. Dezember 1991 | 2.722.000  | Dieter von Andrian | 327         |
|              | - Warmblut | 30+15            | 6. Februar            | 31. Dezember 1991 | 2.603.000  | Dieter von Andrian | 328         |
|              | - Vollblut | 50+25            | 6. Februar            | 31. Dezember 1991 | 2.586.000  | Dieter von Andrian | 329         |
|              | Berliner des 19. Jahrhunderts - Droschkenkutscher von Heinrich Zille (1858–1929)                                                                                       | 5                | 26. März              | 31. Dezember 1991 | 11.420.000 | Ernst Finke        | 330         |
|              | - Zeitungsverkäufer von Christian Wilhelm Allers (1857–1915) | 10               | 6. Februar            | 31. Dezember 1991 | 20.100.000 | Ernst Finke        | 331         |
|              | - Pferdeomnibus von Christian Wilhelm Allers (1857–1915) | 10               | 24. Oktober           | 31. Dezember 1991 | 20.690.000 | Ernst Finke        | 332         |
|              | - Schusterjunge von Franz Krüger (1797–1857) | 20               | 6. Februar            | 31. Dezember 1991 | 10.060.000 | Ernst Finke        | 333         |
|              | - Schuster von Adolph von Menzel (1815–1905) | 20               | 24. Oktober           | 31. Dezember 1991 | 15.440.000 | Ernst Finke        | 334         |
|              | - Borsig-Schmiede von Paul Friedrich Meyerheim (1842–1915) | 30               | 26. März              | 31. Dezember 1991 | 6.620.000  | Ernst Finke        | 335         |
|              | - Berlinerinnen von Franz Krüger (1797–1857) | 30               | 24. Oktober           | 31. Dezember 1991 | 10.600.000 | Ernst Finke        | 336         |
|              | - Am Brandenburger Tor von Christian Wilhelm Allers (1857–1915) | 50               | 26. März              | 31. Dezember 1991 | 4.620.000  | Ernst Finke        | 337         |
|              | Briefmarkenblock – 125 Jahre Berliner Zoo - Orang-Utan nur als Blockausgabe                                                                                            | 10               | 4. Juni               | 31. Dezember 1991 | 4.500.000  | Wolfgang Weber     | Block 2 338 |
|              | - Pelikan nur als Blockausgabe | 20               | 4. Juni               | 31. Dezember 1991 | 4.500.000  | Wolfgang Weber     | 339         |
|              | - Gaur nur als Blockausgabe | 30               | 4. Juni               | 31. Dezember 1991 | 4.500.000  | Wolfgang Weber     | 340         |
|              | - Zebra nur als Blockausgabe | 50               | 4. Juni               | 31. Dezember 1991 | 4.500.000  | Wolfgang Weber     | 341         |
|              | Internationaler Weltkongress der IPTT - Briefträger in Australien | 10               | 21. Juli              | 31. Dezember 1991 | 12.000.000 | Wilde              | 342         |
|              | - Telefonistin in Afrika | 20               | 21. Juli              | 31. Dezember 1991 | 8.500.000  | Wilde              | 343         |
|              | - Fernmeldetechniker in Asien | 30               | 21. Juli              | 31. Dezember 1991 | 6.500.000  | Wilde              | 344         |
|              | - Luftpost-Verladekräfte in der Schweiz | 50               | 21. Juli              | 31. Dezember 1991 | 4.000.000  | Wilde              | 345         |
|              | 200. Geburtstag von Alexander von Humboldt (1769–1859) auf einem Gemälde von Joseph Karl Stieler (1781–1858) Diese Ausgabe wurde zusammen mit Venezuela herausgegeben. | 50               | 12. September         | 31. Dezember 1991 | 6.500.000  | Bundesdruckerei    | 346         |
|              | 100 Jahre Hochschule für Musik, Berlin Joseph Joachim (1831–1907) auf einem Gemälde von Adolph von Menzel (1815–1905)                                                  | 30               | 12. September         | 31. Dezember 1991 | 7.500.000  | Bundesdruckerei    | 347         |
|              | Wohlfahrtsmarken 1969: Zinnfiguren - Postwagen um 1835 Zuschlagmarken                                                                                                  | 10+5             | 2. Oktober            | 31. Dezember 1991 | 5.523.000  | Heinz Schillinger  | 348         |
|              | - Bäuerin um 1850 | 20+10            | 2. Oktober            | 31. Dezember 1991 | 5.671.000  | Heinz Schillinger  | 349         |
|              | - Marktfrau um 1850 | 30+15            | 2. Oktober            | 31. Dezember 1991 | 5.699.000  | Heinz Schillinger  | 350         |
|              | - Postreiter um 1860 | 50+25            | 2. Oktober            | 31. Dezember 1991 | 4.375.000  | Heinz Schillinger  | 351         |
|              | Weihnachtsmarke Heilige Drei Könige aus dem Morgenland Zinnfigur um 1850, Zuschlagmarke                                                                                | 10+5             | 13. November          | 31. Dezember 1991 | 5.369.000  | Heinz Schillinger  | 352         |
| Dauermarken  | |                  |                       |                   |            |                    |             |
| Bild         | Beschreibung | Werte in Pfennig | Ausgabe- datum (1969) | gültig bis        | Auflage    | Entwurf            | Mi.-Nr.     |
|              | Dauermarkenserie: Deutsche Bauwerke aus zwölf Jahrhunderten - Schloss Tegel                                                                                            | 1,30 DM          | 23. März              | 31. Dezember 1991 | 4.000.000  | Otto Rohse         | 284         |